# Apocephalus rudiculus
Apocephalus rudiculus är en tvåvingeart som beskrevs av Brown 1997. Apocephalus rudiculus ingår i släktet Apocephalus och familjen puckelflugor. Inga underarter finns listade i Catalogue of Life.